# نپتونیوم(VI) فلوئورید
نپتونیوم(VI) فلوئورید (NpF۶) بالاترین فلوئورید نپتونیوم، و همچنین یکی از شانزده هگزافلوئورید دوتایی است. این ترکیب یک جامد کریستالی فرار نارنجی‌رنگ است. این ترکیب را به‌علت خورندگی بالا، فراریت و پرتوزایی نسبتاً سخت می‌توان نگهداری نمود. نپتونیوم هگزافلوئورید در هوای خشک پایدار است اما با آب شدیداً واکنش می‌دهد.
در فشار معمولی، این ترکیب در °۵۴٫۴ ذوب و در °۵۵٫۱۸ تبخیر می‌شود. نپتونیوم هگزافلوئورید تنها ترکیب نپتونیوم است که به آسانی وارد فاز گاز می‌شود. به‌علت این ویژگی‌ها، می‌توان نپتونیوم را از سوخت مصرف‌شده جدا نمود.